# Dendrolobium cheelii
Dendrolobium cheelii är en ärtväxtart som först beskrevs av Charles Austin Gardner, och fick sitt nu gällande namn av Leslie Pedley. Dendrolobium cheelii ingår i släktet Dendrolobium och familjen ärtväxter. Inga underarter finns listade i Catalogue of Life.